# Patti (Włochy)
Patti – miejscowość i gmina we Włoszech, w regionie Sycylia, w prowincji Mesyna.
Według danych na rok 2004 gminę zamieszkiwało 13 019 osób, 260,4 os./km².